# Liste der Bodendenkmäler in Wunsiedel
Auf dieser Seite sind die Bodendenkmäler in der oberfränkischen Gemeinde Wunsiedel zusammengestellt. Diese Tabelle ist eine Teilliste der Liste der Bodendenkmäler in Bayern. Grundlage ist die Bayerische Denkmalliste, die auf Basis des Bayerischen Denkmalschutzgesetzes vom 1. Oktober 1973 erstmals erstellt wurde und seither durch das Bayerische Landesamt für Denkmalpflege geführt wird. Die folgenden Angaben ersetzen nicht die rechtsverbindliche Auskunft der Denkmalschutzbehörde.

## Bodendenkmäler der Gemeinde Wunsiedel

### Bodendenkmäler in der Gemarkung Bernstein
| Lage                 | Objekt                                                                                         | Akten-Nr.     | Bild |
| -------------------- | ---------------------------------------------------------------------------------------------- | ------------- | ---- |
| Bernstein (Standort) | Turmhügel des Mittelalters mit zweifacher Wall-Graben-Befestigung.                             | D-4-5938-0003 |      |
| Bernstein (Standort) | Ein mittelalterlicher Turmhügel. Siehe auch: Turmhügel Sinatengrün                             | D-4-5938-0004 |      |
| Bernstein (Standort) | Untertägige Bauteile der bestehenden Kirche sowie Reste eines mittelalterlichen Vorgängerbaus. | D-4-5938-0032 |      |

### Bodendenkmäler in der Gemarkung Schönbrunn
| Lage                  | Objekt | Akten-Nr.     | Bild           |
| --------------------- | --- | ------------- | -------------- |
| Schönbrunn (Standort) | Turmhügel des späten Mittelalters: Burgstall Schönbrunn                                                                                                 | D-4-5937-0010 | weitere Bilder |
| Schönbrunn (Standort) | Untertägige Bauteile der bestehenden St.-Petrus-Kirche des Mittelalters und der Neuzeit sowie Körpergräber vermutlich des Mittelalters und der Neuzeit. | D-4-5937-0018 |                |

### Bodendenkmäler in der Gemarkung Tröstau
| Lage               | Objekt                                                         | Akten-Nr.     | Bild |
| ------------------ | -------------------------------------------------------------- | ------------- | ---- |
| Tröstau (Standort) | Silexabbaurevier des Spätpaläolithikums und des Mesolithikums. | D-4-5937-0014 |      |

### Bodendenkmäler in der Gemarkung Wunsiedel
| Lage                 | Objekt | Akten-Nr.     | Bild |
| -------------------- | --- | ------------- | ---- |
| Wunsiedel (Standort) | Untertägige Bauteile der mittelalterlichen Burgruine Lugsburg. Siehe auch: Burgstall Lugsburg                                                | D-4-5937-0001 |      |
| Wunsiedel (Standort) | Untertägige Teile mittelalterlicher und frühneuzeitlicher Vorgängerbauten der Stadtkirche St. Veit von Wunsiedel.                            | D-4-5938-0021 |      |
| Wunsiedel (Standort) | Untertägige Teile bestehender Bauten des ehemaligen Spitals und der Spitalkirche St. Maria sowie Reste von spätmittelalterlichen Vorgängern. | D-4-5938-0022 |      |
| Wunsiedel (Standort) | Untertägige Bauteile der frühneuzeitlichen Hl.-Dreifaltigkeitskirche.                                                                        | D-4-5938-0023 |      |
| Wunsiedel (Standort) | Untertägige Bauteile der Kirchenruine Katharinenberg aus dem späten Mittelalter.                                                             | D-4-5938-0024 |      |
| Wunsiedel (Standort) | Untertägige Reste der abgegangenen Burg des Mittelalters und der Neuzeit. Siehe auch: Burg Wunsiedel                                         | D-4-5938-0025 |      |
| Wunsiedel (Standort) | Untertägige Reste der spätmittelalterlichen Stadtbefestigung im Bereich der Kernstadt von Wunsiedel.                                         | D-4-5938-0026 |      |
| Wunsiedel (Standort) | Untertägige Reste der spätmittelalterlichen Stadtbefestigung im Bereich der Vorstadt von Wunsiedel.                                          | D-4-5938-0027 |      |
| Wunsiedel (Standort) | Untertägige Reste der frühneuzeitlichen Befestigung der Neustadt von Wunsiedel.                                                              | D-4-5938-0028 |      |
| Wunsiedel (Standort) | Untertägige Siedlungsteile des Mittelalters und der Neuzeit im Bereich der Kernstadt von Wunsiedel.                                          | D-4-5938-0029 |      |
| Wunsiedel (Standort) | Untertägige Siedlungsteile des Mittelalters und der Neuzeit im Bereich der Vorstadt von Wunsiedel.                                           | D-4-5938-0030 |      |
| Wunsiedel (Standort) | Archäologische Befunde des späten Mittelalters und der frühen Neuzeit im Bereich der Neustadt von Wunsiedel im Fichtelgebirge.               | D-4-5938-0031 |      |